# أدونيس (شاعر)

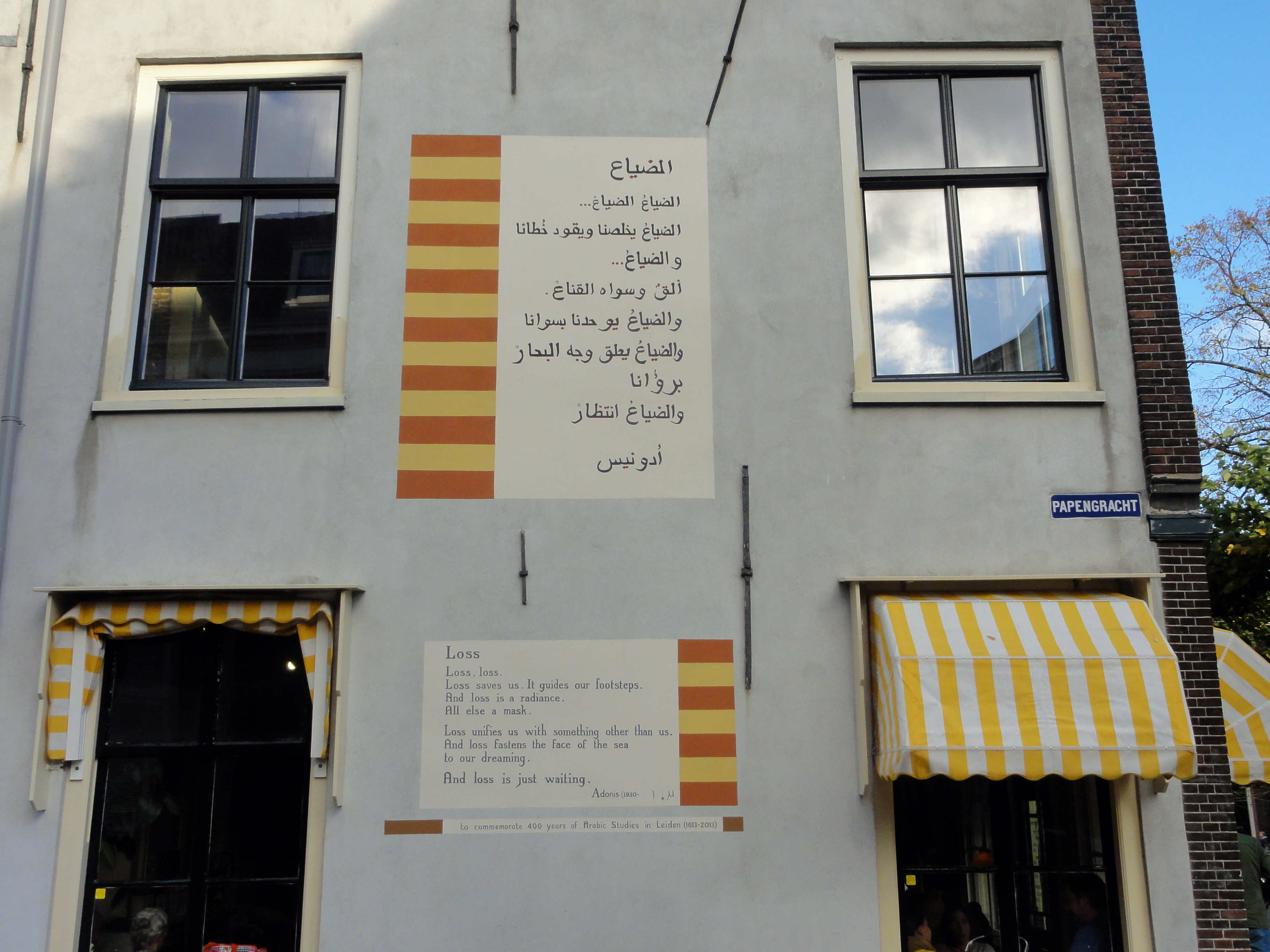
قصيدة لأدونيس معلقة على حائط في مدينة لايدن في هولندا

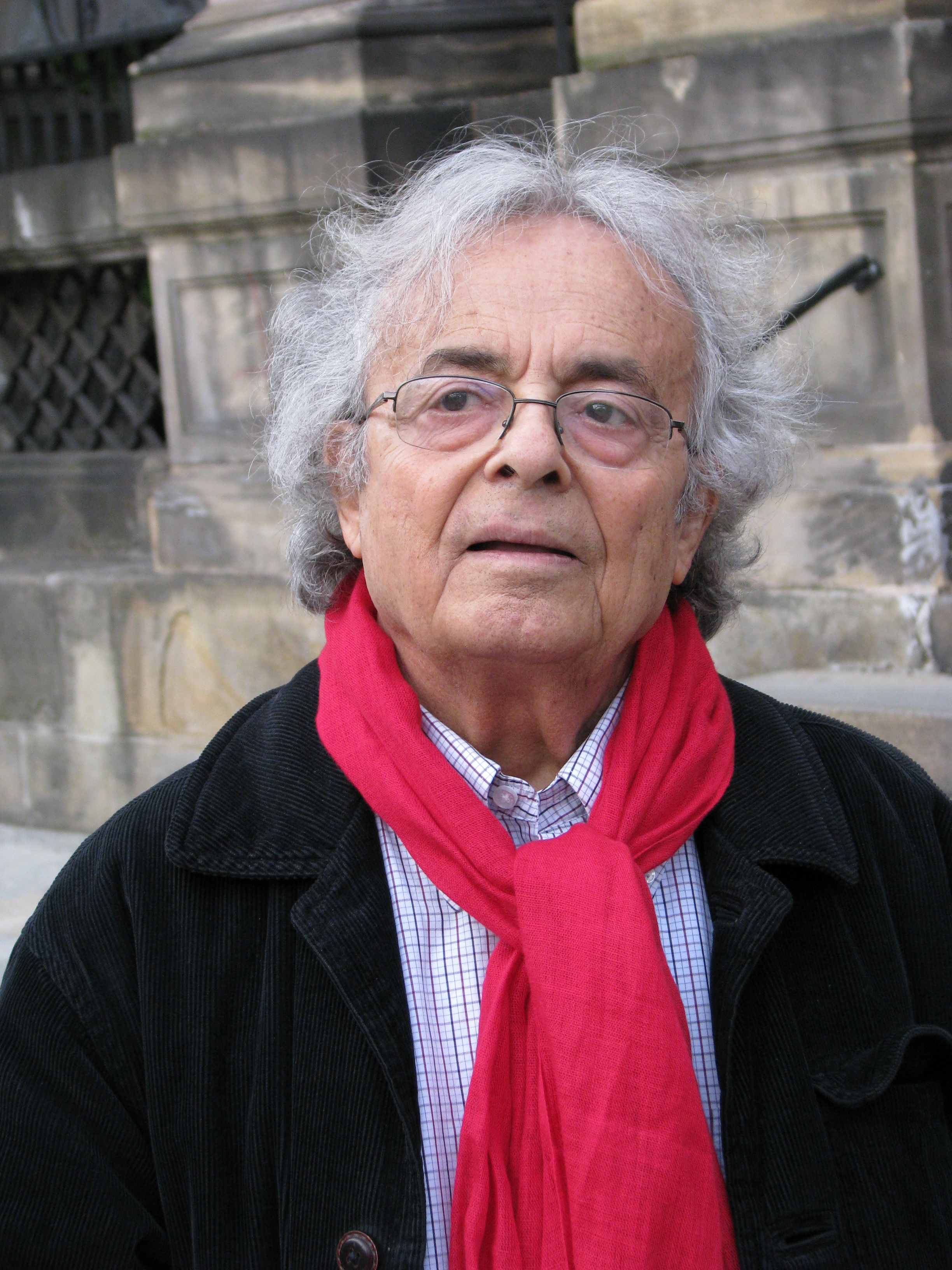
أدونيس في شهر أيار في عام 2011

علي أحمد سعيد إسبر المعروف باسمه المستعار أدونيس (1 يناير 1930) شاعر وناقد وأكاديمي ومفكر سوري - لبناني - فرنسي، ولد في قرية قصابين التابعة لمدينة جبلة في سوريا. تبنّى اسم أدونيس (تيمناً بأسطورة أدونيس الفينيقية) الذي خرج به على تقاليد التسمية العربية منذ العام 1948. نال الجنسية اللبنانية مع أسرته في العام 1963.
تكررت دعوته كأستاذ زائر إلى جامعات ومراكز للبحث في فرنسا وسويسرا والولايات المتحدة وألمانيا. تلقى عدداً من الجوائز العالمية وألقاب التكريم، وتُرجمت أعماله إلى ثلاث عشرة لغة، وهو عضو الهيئة الاستشارية لمشروع كتاب في جريدة.
قاد أدونيس ثورة حداثية في النصف الثاني من القرن العشرين، «حيث كان له تأثير زلزالي» على الشعر العربي يمكن مقارنته بشعر تي إس إليوت في العالم الناطق بالإنجليزية. ويعتبر البعض أن أدونيس من أكثر الشعراء العرب إثارة للجدل. فمنذ أغاني مهيار الدمشقي، استطاع أدونيس بلورة منهج جديد في الشعر العربي يقوم على توظيف اللغة على نحو فيه قدر كبير من الإبداع والتجريب تسمو على الاستخدامات التقليدية دون أن يخرج قط عن اللغة العربية الفصحى ومقاييسها النحوية.
تشمل منشورات أدونيس عشرين مجلداً شعرياً وثلاثة عشر مجلداً في النقد. له عشرات الكتب المترجمة إلى العربية تشمل شعر سان جون بيرس وإيف بونفوا، وأول ترجمة عربية كاملة لكتاب أوفيد «التحولات» (2002). تم طبع مختاراته متعددة المجلدات من الشعر العربي («ديوان الشعر العربي»)، والتي تغطي ما يقرب من ألفي عام من الشعر، أكثر من مرة منذ نشرها في العام 1964.
يعد أدونيس منافسا دائما لجائزة نوبل في الأدب، ووُصف أدونيس من قبل البعض بأنه أعظم شاعر حي في العالم العربي.

## سيرته

### النشأة والتعليم
ولد علي أحمد سعيد إسبر (أدونيس) لعائلة علوية متواضعة تعمل بالفلاحة في كانون الثاني (يناير) 1930، وينحدر من قرية قصابين بالقرب من مدينة اللاذقية في غرب سوريا. وكان غير قادر على تحمل التعليم الرسمي لمعظم طفولته، وتألف تعليمه المبكر من تعلم القرآن في الكتاب المحلي وحفظ الشعر العربي الكلاسيكي الذي كان والده قد عرفه عليه.

في العام 1944، وعلى الرغم من عداء شيخ القرية وإحجام والده، تمكن الشاعر الشاب أدونيس من إلقاء إحدى قصائده أمام شكري القوتلي، رئيس جمهورية سوريا حديثة التأسيس، الذي كان في زيارة إلى القرية. بعد إعجابه بشعر الصبي، سأله القوتلي عما إذا كان هناك أي شيء يحتاج إلى المساعدة فيه. أجاب الشاعر الشاب: 
«أريد أن أذهب إلى المدرسة». 
وسرعان ما تحققت رغبته، ومنح منحة دراسية إلى المدرسة العلمانية الفرنسية في طرطوس. تم إغلاق المدرسة بعد ذلك بسنة (1945)، وهي آخر مدرسة ثانوية فرنسية في سوريا في ذلك الوقت، وتم نقل أدونيس إلى مدارس وطنية أخرى قبل تخرجه في العام 1949. كان طالبًا جيدًا وتمكن من الحصول على منحة دراسية حكومية.
في العام 1950، نشر أدونيس مجموعته الشعرية الأولى، باسم: دليلة، حيث التحق بالجامعة السورية (صارت الآن جامعة دمشق) لدراسة القانون والفلسفة، وتخرج العام 1954 بدرجة البكالوريوس في الفلسفة. حصل لاحقًا على درجة الدكتوراه في الأدب العربي العام 1973 من جامعة القديس يوسف.
أثناء خدمته في الجيش 1955-1956، سُجن أدونيس لعضويته في الحزب السوري القومي الاجتماعي (بعد اغتيال عدنان المالكي)، وكان الحزب السوري القومي الاجتماعي بقيادة أنطون سعادة يعارض «الاستعمار الأوروبي لسوريا وتقسيمها إلى دول أصغر». دعا الحزب إلى مقاربة علمانية وقومية (وليست عربية بحتة) تجاه تحويل سوريا الكبرى إلى مجتمع تقدمي يحكمه الإجماع ويوفر حقوقًا متساوية للجميع، بغض النظر عن العرق أو الطائفة.

### اسمه المستعار
اختار اسم «أدونيس» عندما كان في سن 17 عامًا، بعد رفضه من قبل عدد من المجلات لاستخدامه اسمه الحقيقي، وذلك من أجل «تنبيه المحررين إلى موهبته المبكرة وتأملاته المتوسطية وما قبل الإسلامية».

### الحياة الشخصية
تزوج أدونيس في العام 1956 من الناقدة الأدبية خالدة سعيد صالح التي ساعدته في الأعمال التحريرية في مجلتي شعر ومواقف. ولديهما ابنتان: أرواد، مديرة بيت الثقافات العالمية في باريس. ونينار وهي فنانة تتنقل بين باريس وبيروت. يعيش أدونيس بين باريس بفرنسا، منذ العام 1975، وبيروت.

في كتابه "Identité Inachevée"(الهوية غير المكتملة) يعبر عن معارضته «للدين كمؤسسة مفروضة على المجتمع بأسره» ولكن عبر عن دعمه للحرية الدينية الفردية. يصف نفسه بأنه "صوفي وثني"، موضحًا:
| أدونيس (شاعر) | التصوف من وجهة نظري، يقوم على العناصر التالية: أولاً، أن الواقع شامل، لا حدود له، غير مقيد ؛ إنه ما يظهر لنا وما هو غير مرئي ومخفي. ثانيًا، ما هو مرئي ومعلن لنا ليس بالضرورة تعبيرًا فعليًا عن الحقيقة؛ ربما يكون تعبيرًا عن جانب سطحي، عابر، سريع الزوال من الحقيقة. لكي يكون قادرًا على التعبير عن الواقع بصدق، يجب على المرء أيضًا أن يسعى لرؤية ما هو مخفي. ثالثًا، الحقيقة ليست جاهزة مسبقة الصنع. ... لا نتعلم الحقيقة من الكتب! يجب البحث عن الحقيقة واستكشافها. وبالتالي، فإن العالم ليس عملا مقضيا. إنه ومضات مستمرة من الوحي والإبداع والبناء وتجديد الصور والعلاقات واللغات والكلمات والأشياء. | أدونيس (شاعر) |

وذكر في مقابلة بمناسبة إصدار كتابه الجديد «أدونيادا» في فرنسا، أنه يرى أن الدين والشعر متناقضان لأن «الدين عقيدة، إنه إجابة، بينما يبقى الشعر دائمًا سؤالاً».

### بيروت وباريس
في العام 1956، هرب أدونيس من سوريا إلى بيروت، لبنان. انضم إلى مجتمع نابض بالحياة من الفنانين والكتاب والمنفيين؛ استقر أدونيس في الخارج وصنع مسيرته المهنية إلى حد كبير في لبنان وفرنسا، حيث شارك في العام 1957 في مجلة شعر لصاحبها يوسف الخال، وقد قوبلت المجلة بانتقادات شديدة لأنها نشرت شعرا تجريبيا، ومع ذلك يمكن القول إنها أكثر المجلات الأدبية العربية تأثيراً على الإطلاق وفقا للبعض. توقفت مجلة شعر عن الصدور في العام 1964، ولم ينضم أدونيس إلى محرري المجلة عندما استأنفوا نشرها في العام 1967. في لبنان، وجدت مشاعره القومية الشديدة والتي عكست العروبة على الشعوب العربية كأمة، منفذاً لها في جريدة لسان الحال البيروتية، وفي نهاية المطاف أسس دورية أدبية أخرى العام 1968 بعنوان «مواقف»، حيث عاد مرة أخرى لنشر الشعر التجريبي.
استمرت قصائد أدونيس في التعبير عن آرائه القومية جنبًا إلى جنب مع نظرته الصوفية. باستخدامه للمصطلحات الصوفية (التي كانت المعاني الفنية لها ضمنية وليست صريحة)، أصبح أدونيس من رواد الاتجاه الصوفي الحديث في الشعر العربي الحديث. وتعزز هذا الاتجاه في السبعينيات.
حصل أدونيس على منحة للدراسة في باريس من 1960 إلى 61. ومن 1970 إلى 1985 كان أستاذا للأدب العربي في الجامعة اللبنانية. وفي العام 1976 عمل أستاذاً زائراً في جامعة دمشق. في العام 1980، هاجر إلى باريس هرباً من الحرب الأهلية اللبنانية.
في 1980-1981 عمل أستاذا للغة العربية في باريس (السوربون - باريس 3)، وفي الولايات المتحدة، في جامعتي جورجتاون وبرينستون. في العام 1985 انتقل مع زوجته وابنتيه إلى باريس، والتي ظلت محل إقامتهم الأساسي.
أثناء وجوده مؤقتًا في سوريا، ساعد أدونيس في تحرير الملحق الثقافي لصحيفة الثورة، لكن الكتاب الموالين للحكومة عارضوا أجندته وأجبروه على الفرار من البلاد.

## التحرير

### مجلة شعر
انضم أدونيس إلى صفوف الشاعر اللبناني يوسف الخال في تحرير مجلة شعر، وهي مجلة شعرية عربية حديثة أنشأها الخال العام 1957. ظهر اسمه كمحرر من الطبعة الرابعة للمجلة. بحلول العام 1962 صار اسم كل من أدونيس والخال يظهران جنباً إلى جنب في المجلة باسم «المالكين ورئيسي التحرير». أثناء عمله في المجلة، أدى أدونيس دوراً مهمّاً في تطور الشعر الحر في اللغة العربية. أكد أدونيس والخال أن الشعر يحتاج إلى تجاوز تجربة «الشعر الحديث» التي ظهرت قبل ذلك بعقدين تقريبًا.
واستجابة للتكليفات المتنامية بأن يلتزم الشعر والأدب بالاحتياجات السياسية الضرورية للأمة العربية والجماهير، عارض أدونيس ومجلة شعر بشدة تجنيد الشعراء والكتاب في الجهود الدعائية. في رفض «الأدب المتلزم» (الملتزم بالسياسة)، كان أدونيس يعارض قمع خيال الفرد وصوته لصالح احتياجات الجماعة. وجادل بأن الشعر يجب أن يظل مجالًا يتم فيه فحص اللغة والأفكار وإعادة تشكيلها وصقلها، حيث يرفض الشاعر النزول إلى مستوى النفعية اليومية برأيه.
نُشرت شعر على مدى عشر سنوات وكانت أكثر المجلات الأدبية العربية تأثيراً حينها وفقا لبعض الآراء. تم الاعتراف بها كمنصة رئيسية ومحرك رئيسي لحركة الحداثة في الأدب العربي، وقد اكتشفت وساعدت في إبراز شعراء مثل أنسي الحاج وسعدي يوسف وغيرهما.

### مواقف
أنشأ أدونيس في وقت لاحق مجلة شعر أخرى بعنوان مواقف؛ تم نشر المجلة لأول مرة في العام 1968، وتعتبر فصلية أدبية وثقافية مهمة. أراد أدونيس في «مواقف» توسيع بؤرة مجلة شعر من خلال معالجة سياسات وأوهام الدول العربية بعد هزيمتها في حرب 1967، معتقدًا أن الأدب وحده لا يمكن أن يحقق تجديد المجتمع وأنه يجب أن يكون مرتبطاً بحركة ثورية أكثر شمولية للتجديد على جميع المستويات.
انضم عدد من الشخصيات الأدبية فيما بعد وساهموا في «مواقف»، من بينهم إلياس خوري وهشام شرابي والشاعر الفلسطيني محمود درويش وغيرهم.
بسبب طبيعتها الثورية ونظرة التفكير الحر، اضطرت مواقف لمواجهة بعض العقبات، بما في ذلك الرقابة من قبل الحكومات الأقل انفتاحاً بلبنان، والصعوبات المالية التي ترتبت على طبيعتها المستقلة، والمشاكل التي جاءت في أعقاب الحرب اللبنانية. ومع ذلك، على الرغم من هذه الصعوبات، فقد استمرت في الصدور حتى العام 1994.

### الآخر
أسس أدونيس أيضًا وحرر مجلة «الآخر»، وهي مجلة مخصصة لنشر المحتوى الأصلي بالإضافة إلى العديد من الترجمات الأدبية للمقالات المعاصرة حول الفلسفة والعروبة. نشرت المجلة عددًا لا يحصى من المقالات حول الفكر العربي المعاصر وتساءلت عن العلاقة بين الفكر السياسي والفكر الديني. وعبر محرروها عن قلقهم من المعوقات البنيوية أمام انتشار التقدمية والحرية في العالم العربي، وضمت كتابا مثل أحمد برقاوي ومصطفى صفوان. صدرت المجلة في بيروت من العام 2011 إلى العام 2013.
احتوت المجلة في الأغلب على المقالات، ونشرها رجل الأعمال السوري حارس يوسف.

## شعر

### «أغاني مهيار الدمشقي»
ونسمة تروح أو تجئ
أكثر من جزيرة وغابة
أكثر من سحابة
تركض في طريقه البطئ
نُشر الديوان في العام 1961، وهو ثالث كتاب شعر لأدونيس، باسم «أغاني مهيار الدمشقي» والذي كان بمثابة اختلال نهائي للشاعرية القائمة وبداية اتجاه جديد في اللغة الشعرية. في تسلسل من 141 قصيدة (قصيرة في الغالب) مرتبة في سبعة أجزاء (الأجزاء الستة الأولى تبدأ بـ«المزامير» والجزء الأخير عبارة عن سلسلة من سبع مرثيات قصيرة)، ينقل أدونيس أيقونة من أوائل القرن الحادي عشر، وهو مهيار الديلمي من إيران إلى دمشق المعاصرة في سلسلة من «شظايا» غير سردية تضع الشخصية «في آلية اللغة»، ويحرر أدونيس القصائد الغنائية من «الأنا» بينما يترك الخيار الفردي سليماً. تمت ترجمة الكتاب بالكامل إلى الإنجليزية من قبل عدنان حيدر ومايكل بيرد باسم Mihyar of Damascus: His Songs (إصدارات BOA، نيويورك 2008)
بعض القصائد الموجودة في هذه المجموعة:
- «مزمور»
- صوت آخر
- ليست نجما
- ملك مهيار
- مدينة الأنصار
- قناع الأغنيات
- دعوة للموت
- تولد عيناه
- الأيام
- العهد الجديد

وغيرها من القصائد.
زُعم أن المجموعة قد «أعادت تشكيل إمكانيات الشعر الغنائي العربي».

### «وقت بين الرماد والورد»
في العام 1970 نشر أدونيس كتاب «وقت بين الرماد والورد» كمجلد يتكون من قصيدتين طويلتين «مقدمة لتاريخ الملوك الصغار» و«هذا هو اسمي» وفي إصدار عام 1972 عززهما بـ «قبر من أجل نيويورك». هذه القصائد الثلاث التي وصفت بـ«المذهلة»، تناقش أزمات المجتمع والثقافة العربية في أعقاب حرب عام 1967 الكارثية ونشرت كرد ضد الجفاف الفكري، وفتحت مسارًا جديدًا للشعر المعاصر. يحتوي الكتاب بأكمله، في طبعته لعام 1972، على ترجمة إنجليزية كاملة لشوكت توراوا تحت عنوان A Time Between Ashes and Roses (مطبعة جامعة سيراكيوز 2004)

### «هذا هو اسمي» (كتاب)
كتب الديوان العام 1969، ونُشر لأول مرة في العام 1970 بقصيدتين طويلتين فقط، ثم أعيد إصداره بعد ذلك بعامين بقصيدة إضافية («مقبرة من أجل نيويورك») في مجموعة قصائد «وقت بين الرماد والورد».
في القصيدة، أدونيس (المدفوع بصدمة العرب وذهولهم بعد حرب 1967) يجعل نهاية العالم مثيرة للخوف لكنها تبدو غير محدودة. يعمل أدونيس في ديوانه لتقويض الخطاب الاجتماعي الذي حول الكارثة إلى رابطة أقوى بالعقيدة والانهزامية الساخرة في جميع أنحاء العالم العربي. لتمييز هذا الشعور، يحاول أدونيس إيجاد لغة تتناسب معه، ويصمم ترتيبًا صوتيًا «مخادعا».
كانت القصيدة موضع دراسة واسعة في الأوساط الأدبية العربية بسبب نظامها الإيقاعي الغامض وتأثيرها على حركة الشعر في الستينيات والسبعينيات بعد نشرها.

### «قبر من أجل نيويورك» (قصيدة)
ترجمت أيضًا للإنجليزية قصيدته «قبر من أجل نيويورك»، وقد كتب هذه القصيدة بعد رحلة إلى نيويورك العام 1971 شارك خلالها أدونيس في منتدى شعر دولي. تم نشر القصيدة من قبل Actes Sud في العام 1986، قبل ما يقرب من عقدين من ترجمتها إلى اللغة الإنجليزية، وتصور خراب مدينة نيويورك كرمز للإمبراطورية، ووصفت القصيدة بأنها معادية لأمريكا بشدة، وفي القصيدة يستلهم أدونيس من والت ويتمان الشاعر الأمريكي المعروف بصفته نصيرا للديمقراطية خاصة في الجزء 9 والذي يخاطب فيه ويتمان مباشرة.
كتب أدونيس القصيدة في ربيع العام 1971 بعد زيارة للولايات المتحدة. على عكس قصيدته «الصحراء»، حيث قدم أدونيس آلام الحرب والحصار دون تسمية السياق وترسيخه، يشير في هذه القصيدة صراحة إلى عدد كبير من الشخصيات التاريخية والمواقع الجغرافية. يضع الشعراء في مواجهة السياسيين، باعتبارهم الصالحين ضد المستغلين. تتخطى الترجمة الإنجليزية لهذه القصيدة الطويلة المنشورة بالعربية بعض المقاطع القصيرة من الأصلي، لكن التأثير الكلي يظل كما هو. تتكون القصيدة من 10 أقسام، كل منها ينتقد مدينة نيويورك بطريقة مختلفة. ويفتتح القصيدة من خلال تقديم الطبيعة الوحشية للمدينة والسخرية من تمثال الحرية.
تعد «قبر من أجل نيويورك» مثالا واضحا على مشروع أدونيس الأكبر لعكس النموذج الاستشراقي واعتبار القيم «الشرقية» إيجابية.

### «الكتاب»
عمل أدونيس على هذا الكتاب، وهو ملحمة من ثلاثة مجلدات يصل عددها إلى ما يقرب من ألفي صفحة، من عام 1995 إلى عام 2003. يسافر الشاعر في «الكتاب» على الأرض وعبر تاريخ وسياسة المجتمعات العربية، ابتداءً من وفاة النبي محمد مباشرة، ويستمر حتى القرن التاسع الذي يعتبره أهم فترة في التاريخ العربي، وهو العصر الذي يلمح إليه مرارًا وتكرارًا. يقدم الكتاب لوحة جدارية غنائية كبيرة بدلاً من ملحمة تحاول تصوير التعقيد السياسي والثقافي والديني لما يقرب من خمسة عشر قرنًا من الحضارة العربية. تمت ترجمة الكتاب إلى الفرنسية من قبل حورية عبد الواحد وتم نشره العام 2013.

### «أدونيس: قصائد مختارة» (كتاب)
ترجم هذا الكتاب من العربية للإنجليزية الكاتب الليبي خالد مطاوع ووصفه بأنه «نظرة عامة حقيقية على نطاق أدونيس»، الكتاب عبارة عن عدد من القصائد يتراوح طولها بين خمس وخمس عشرة صفحة أو نحو ذلك.
تضمن الكتاب قصائد مختارة من مجموعات القصائد التالية:
- «قصائد أولى (1957)»
- «أغاني مهيار دمشق[74] (1961)».
- «كتاب التحولات والهجرة في أقاليم النهار والليل (1965)»
- «المسرح والمرايا (1968)»
- «وقت بين الرماد والورد (1971)»
- «مفرد بصيغة الجمع (1975)»
- «كتاب الشبهات والبدايات 1980».
- «كتاب الحصار (1985)»
- «شهوة تتقدم في خرائط المادة (1987)»
- «احتفاء بالأشياء الغامضة الواضحة (1988)»
- «أبجدية ثانية (1994)»
- «تنبأ أيها الأعمى (2003)»
- «أول الجسد، آخر البحر (2003)»
- «وراق يبيع كتب النجوم (2008)»

في العام 2011، تم اختيار ترجمة خالد مطاوع لمختارات لأدونيس كمرشح نهائي لجائزة غريفن للشعر 2011 التي ترعاها منظمة "Griffin Trust for Excellence in Poetry".
في العام نفسه (2011) فازت ترجمة كتاب «قصائد مختارة لأدونيس» بجائزة سيف غباش بانيبال للترجمة الأدبية العربية واعتبرها الحكام «مقدر لها أن تصبح كلاسيكية».

## النقد الأدبي
غالبًا ما يتم تصوير أدونيس على أنه رافض تمامًا للتراث الفكري للثقافة العربية. ومع ذلك، فإن تركيزه على تعدد التراث العربي يفترض في الثابت والمتحول ثراء التراث العربي الإسلامي ونقص التقاليد. ينظر أدونيس إلى الثقافة على أنها ديناميكية وليست ثابتة ومتسامية، مما يتحدى النزعة التقليدية المتجانسة داخل التراث.
في سياق دراسته للنظام الثقافي العربي، يؤكد أدونيس أن مفهوم التراث يفسر على أنه ذخيرة موحدة قائمة على جوهر ثقافي متسق يشترط القطيعة بين هذا التراث والحداثة.
لم يكن نقد أدونيس للثقافة العربية يدعو ببساطة إلى تبني القيم والنماذج وأنماط الحياة الغربية لكل علم، والتي رأى مع ذلك أنها تطورت بشكل كبير في المجتمعات الغربية، مع «حدسها ونتائجها العملية»، وأنه يجب الاعتراف بها على أنها «التطور الأكثر ثورية في تاريخ البشرية».
يرى أدونيس إن الحقائق التي يقدمها العلم «ليست مثل حقائق الفلسفة أو الفنون. إنها حقائق يجب على الجميع قبولها بالضرورة لأنها مثبتة في النظرية والتطبيق». لكن العلم يسترشد بديناميكيات تجعله غير كافٍ كأداة لتحقيق غاية الإنسان ومعناه: اعتماد العلم على تجاوز الماضي لتحقيق تقدم أكبر لا ينطبق على جميع جوانب النشاط البشري. يتساءل أدونيس قائلا:
«ماذا يعني التقدم في الشعر؟» «لا شيء.» يسعى التقدم في المعنى العلمي إلى إدراك الظواهر، ويسعى إلى التوحيد، والقدرة على التنبؤ، والتكرار. على هذا النحو، فإن فكرة التقدم في العلم «منفصلة تمامًا عن الإنجاز الفني.» وعلى الجانب الآخر، يسعى الشعر والفنون الأخرى إلى نوع من التقدم «يؤكد الاختلاف والحركة والتنوع في الحياة» وفقا لأدونيس.

### الثابت والمتحول
نشر كتابه «الثابت والمتحول: بحث في الإبداع والإتباع عند العرب» لأول مرة في العام 1973 (ولا يزال يطبع باللغة العربية، الآن في الطبعة 11- دار الساقي)، والكتاب عبارة عن دراسة مكونة من أربعة مجلدات موصوفة في العنوان أي «دراسة الإبداع والإتباع عند العرب»، وقد بدأ أدونيس كتابات أصلية عن المشروع كأطروحة دكتوراه أثناء وجوده في جامعة القديس يوسف، في هذه الدراسة، والتي لا تزال موضوعا للجدل الفكري والأدبي.
يقدم أدونيس تحليله للأدب العربي، حيث يرى أن تيارين رئيسين يعملان في الشعر العربي، أحدهما محافظ والآخر مبتكر. يجادل بأن تاريخ الشعر العربي كان تاريخا من الرؤية المحافظة للأدب والمجتمع (الثابت)، والتجريب الشعري والأفكار الفلسفية والدينية (المتحول). يتجلى التيار الثابت، أو الساكن، في انتصار النقل على العقل (الفكر الأصلي المستقل)؛ في محاولة لجعل الأدب خادمًا للدين؛ وفي التقديس الممنوح للماضي حيث يرى أن اللغة والشعر قرآنيان في أصلهما وبالتالي غير قابلين للتغيير.
كرّس أدونيس اهتمامًا كبيرًا لمسألة «الحداثة» في الأدب العربي والمجتمع، أجرى مسحًا للتراث الأدبي العربي بأكمله واستنتج أنه، مثلها مثل الأعمال الأدبية نفسها، يجب أن تخضع المواقف والتحليلات المتعلقة بها باستمرار إلى عملية إعادة التقييم. ومع ذلك، فإن ما يراه يحدث في الواقع داخل المجال النقدي هو في الغالب ثابتًا وغير متحرك.
القلق الثاني، الخاص بالخصوصية، هو انعكاس واضح لإدراك الكتاب والنقاد في جميع أنحاء العالم العربي أن المنطقة التي يسكنونها واسعة ومتنوعة. كشف الجدل الدائر حول هذه القضية (مع الاعتراف ببعض الأفكار عن الإحساس بالوحدة العربية) عن حاجة كل أمة ومنطقة إلى التحقيق في المطالب الثقافية للحاضر بمصطلحات أكثر محلية واختصاصا. إن المعرفة الأعمق بالعلاقة بين الحاضر المحلي ونسخته الفريدة من الماضي تعد بتوفير إحساس بالهوية والخصوصية، والتي عند دمجها مع كيانات مماثلة من مناطق أخرى ناطقة باللغة العربية، ستوضح التقليد الغني والمتنوع والضي ورثه أبناء القرن الحادي والعشرين من العرب.

### مقدمة للشعر العربي (كتاب)
نُشر الكتاب لأول مرة في كانون الثاني (يناير) 1986، وفي هذا الكتاب، يبحث أدونيس في التراث الشفهي لشعر شبه الجزيرة العربية الجاهلي والعلاقة بين الشعر العربي والقرآن، وبين الشعر والفكر. كما يقيم تحديات الحداثة وتأثير الثقافة الغربية على التراث الشعري العربي.

## أعماله الفنية
بدأ أدونيس في ابتكار الصور باستخدام الخط العربي والألوان والإيماءات التصويرية حوالي العام 2002، وفي العام 2012 تم تنظيم تكريم كبير لأدونيس، شمل معرضا لرسوماته وسلسلة من المناسبات الأدبية في "The Mosaic Rooms" في غرب لندن.
في 19 مايو 2014 استضاف جاليري سلوى زيدان في أبو ظبي معرضا آخر جمع بين أدونيس والمعلقات وتألف من 10 لوحات للمعلقات مرسومة بالخط العربي بحجم كبير (150x50 سم) ومصحوبة بلمسات فنية من الكولاج.

### معارض فنية أخرى
- 2000: برلين - معهد الدراسات المتقدمة
- 2000: باريس - معهد العالم العربي
- 2003: باريس - جاليري Area
- 2007: عمان - معرض مشترك مع حيدر.
- 2008: دمشق - صالة عرض أتاسي. (مع فتح المدرس، إتيل عدنان، سمير الصايغ)
- 2008: باريس - متحف اللوفر القديم: خطوط الشرق. (عمل جماعي)
- 2020: برلين - غاليري بانكوف: أدونيس

## قضايا جدلية

### الطرد من اتحاد الكتاب العرب
في 27 كانون الثاني (يناير) 1995، طُرد أدونيس من اتحاد الكتاب العرب لأنه التقى بإسرائيليين في اجتماع برعاية اليونسكو في غرناطة، إسبانيا، في 1993. أثار طرده جدلاً بين الكتاب والفنانين في جميع أنحاء الشرق الأوسط. استقال اثنان من كبار الكتاب السوريين، سعد الله ونوس وحنا مينا، من الاتحاد تضامناً مع أدونيس.

### تهديدات بالقتل
بصفته ناقدا معروفا للقيم والتقاليد الدينية، وواصفا نفسه بأنه شخص غير متدين، تلقى أدونيس في السابق عددًا من التهديدات بالقتل نتيجة للتنديد به وبأفكاره من قبل الشيخ السلفي محمد سعيد رسلان الذي انتقد قيامه بترك اسمه الإسلامي (علي) واتخاذه اسمًا وثنيًا، في مقطع فيديو متداول، كما اتهمه بأنه محارب للإسلام وطالب بمنع كتبه واصفًا إياها بالكفر.
في مايو 2012، قال أنصار المعارضة السورية، في بيان صدر على إحدى صفحات المعارضة السورية على فيسبوك، إن أدونيس يستحق الموت بثلاث تهم:
- أولا، لأنه علوي.
- ثانياً، لأنه أيضاً يعارض الدين الإسلامي.
- ثالثًا، انتقاده المعارضة ورفضه التدخل العسكري الأجنبي في سوريا.[91][92]

في مايو 2012، أصدرت مجموعة من المثقفين اللبنانيين والسوريين استنكارًا عبر الإنترنت في أعقاب انتشار ذلك البيان التهديدي.

### دعوة لحرق كتبه
في العام 2013، دعا العالم الإسلامي عبد الفتاح زراوي إلى حرق كتب أدونيس إثر قصيدة يُزعم أنها منسوبة إليه، وذلك بعد أن استمع الزعيم السلفي إلى القصيدة على مواقع التواصل الاجتماعي، ثم أصدر فتوى تدعو إلى حرق كتب أدونيس في الجزائر والوطن العربي.

ثبت لاحقًا أن القصيدة مزيفة (وكانت القصيدة ضعيفة جدًا في التركيب اللغوي وتختلف كثيرًا عن أسلوب أدونيس الأدبي) وعلق أدونيس: 
«أنا آسف لأنني أناقش تزويرا بهذا المستوى. آمل أن يتم نشر مصدر تلك التي تسمى بالقصيدة. وهذا عار على ذلك العالِم الإسلامي واللغة العربية وتراث القصيدة العربية برمته».
وأضاف: 
«لست حزينا على حرق كتبي لأن هذه ظاهرة قديمة في تاريخنا. نحن نكافح من أجل إقامة حوار ونقاش بطريقة سلمية. الاختلافات في الآراء هي مصدر ثروة. ولكن هذا التزوير يهين اللغة العربية».

### الربيع العربي
في 14 حزيران/ يونيو 2011، وسط القمع الدموي للانتفاضة السورية، كتب أدونيس رسالة مفتوحة إلى الرئيس السوري بشار الأسد في صحيفة السفير اللبنانية - «كمواطن». ووصف سوريا بأنها دولة بوليسية وحشية وهاجم حزب البعث الحاكم ودعا الرئيس للتنحي وحذر من أنه:

«لا يمكنك سجن أمة بأكملها». 

ومع ذلك فقد تم انتقاده «لمخاطبة طاغية كرئيس منتخب، وانتقاده» الميول العنيفة«لبعض خصومه». وقد قال أدونيس عن ذلك:
كما قال أدونيس عن ذات الموضوع:
في آب/أغسطس 2011، دعا أدونيس في مقابلة في صحيفة «الرأي» الكويتية الرئيس السوري بشار الأسد إلى التنحي بسبب دوره في الحرب الأهلية السورية. كما دعا المعارضة إلى نبذ العنف والدخول في حوار مع النظام.

## ترشيح جائزة نوبل
يوصف أدونيس بأنه منافس دائم لجائزة نوبل في الأدب، وتم ترشيحه بانتظام للجائزة منذ العام 1988. بعد فوزه بجائزة ألمانيا الكبرى «جائزة جوته» في العام 2011، برز باعتباره من أبرز المنافسين للحصول على جائزة نوبل، ولكن بدلاً من ذلك تم منحها للشاعر السويدي توماس ترانسترومر، وعلق بيتر إنجلوند، السكرتير الدائم للأكاديمية السويدية على الأمر مؤكدا على عدم وجود بعد سياسي للجائزة، واصفا مثل هذا المعتقد بـ«أدب الأغبياء».

ساعد أدونيس في نشر شهرة توماس ترانسترومر في العالم العربي، ورافقه في القراءات. كما كتب مقدمة للترجمة الأولى لأعمال ترانسترومر الكاملة إلى اللغة العربية (نشرتها دار النشر بدايات، وترجمها العراقي قاسم حمادي)، وقال فيها أن:

## الإرث والتأثير

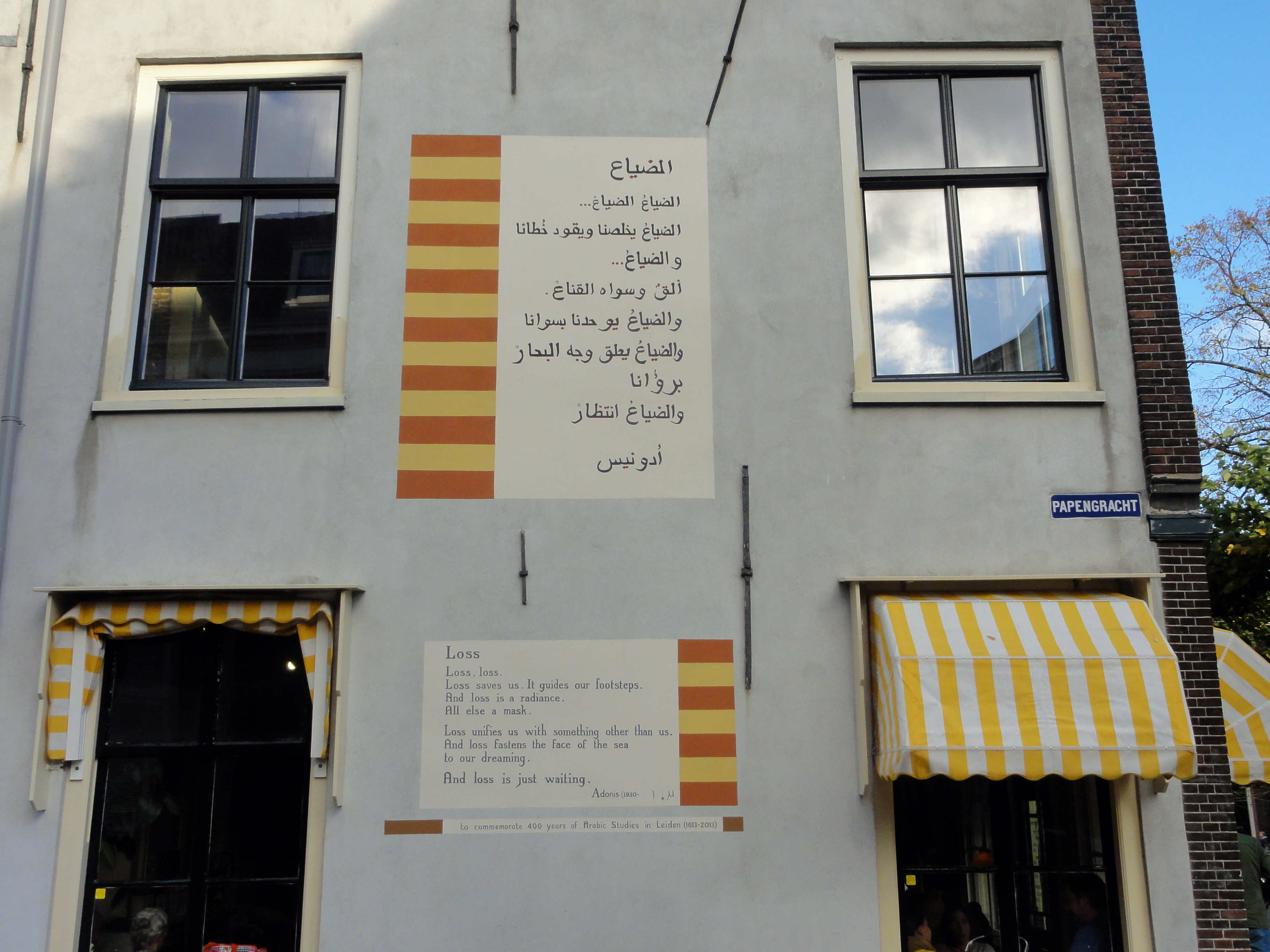
إحدى قصائده على حائط في ليدن

يُنسب لشعر أدونيس ونقده «تأثير بعيد المدى على تطور الشعر العربي»، بما في ذلك إنشاء «لغة وإيقاعات شعرية جديدة، متجذرة بعمق في الشعر الكلاسيكي ولكنها تستخدم للحديث عن مأزق واستجابات المجتمع العربي المعاصر» وفقًا لميرين غصين، «إحدى المساهمات الرئيسة لأدونيس في الشعر العربي المعاصر هي الحرية - الحرية في الموضوعات، والحرية بالكلمات نفسها من خلال تفرد الرؤية الشعرية».

يُعتقد أن أدونيس أدى دورًا في الحداثة العربية يضاهي دور تي إس إليوت في الشعر المنشور باللغة الإنجليزية. ووصفه الناقد الأدبي والثقافي إدوارد سعيد، الأستاذ بجامعة كولومبيا، بأنه 
«أكثر شاعري العرب جرأة واستفزازًا». 
وقال الشاعر صموئيل جون هازو الذي ترجم إحدى مجموعات أدونيس الشعرية: 
«هناك شعر عربي قبل أدونيس، وهناك شعر عربي بعد أدونيس».
في العام 2007، صنفت أريبيان بزنس أدونيس في المرتبة 26 في قائمة أقوى 100 عربي لعام 2007، مشيرة إلى أنه 
«بصفته شاعرًا ومنظرًا في الشعر، وكمفكر يتمتع برؤية راديكالية للثقافة العربية، فقد مارس أدونيس تأثيرًا قويًا. سواء على معاصريه أو على الأجيال الشابة من الشعراء العرب. أصبح اسمه مرادفاً للحداثة التي يجسدها شعره. تعتبر أعماله النقدية مثل» زمن الشعر«(1972) معالم مهمة في تاريخ النقد الأدبي في العالم العربي».
في العام 2017، علقت لجنة التحكيم لجائزة PEN / Nabokov على مسيرة أدونيس قائلة إنه: 
«من خلال قوة لغته، والجرأة في ابتكاره، وعمق مشاعره، ساعد علي أحمد سعيد إسبر، المعروف باسم» أدونيس«، في جعل العربية والتي هي واحدة من أقدم اللغات الشعرية في العالم، نابضة بالحياة وحديثة. هو صاحب رؤية يحترم الماضي بعمق، وقد عبّر عن موضوعاته المفضلة والمرتبطة بالهوية والذاكرة والنفي في شعر جميل مؤلم، في حين أن عمله كناقد ومترجم جعله جسرًا حيًا بين الثقافات. إن مجموعة أعماله العظيمة هي تذكير بأن أي تعريف ذي مغزى للأدب في القرن الحادي والعشرين يجب أن يشمل الشعر العربي المعاصر».

## الجوائز والتكريم
- 1968- جائزة أصدقاء الكتاب، بيروت[108]
- 1971- جائزة الشعر السوري اللبناني في منتدى الشعر الدولي، بيتسبرغ.[109]
- 1974- جائزة الدولة اللبنانية للشعر، بيروت.[110] (جائزة أعطيت لمرة وحيدة، اذ جاءت الحرب الأهلية في السنة التالية وأوقفتها)
- 1983- صار عضوا في أكاديمية ستيفان مالارميه.
- 1983- عين في رتبة «ضابط الفنون والآداب» من قبل وزارة الثقافة، باريس.
- 1986- جائزة Grand Prix des Biennales Internationales de la Poesie de Liège (وهي أعلى جائزة في بينالي الشعر العالمي ببروكسل).[111][112]
- 1990- عضو في الأكاديمية العالمية للثقافات، باريس.
- 1991- جائزة جان مارليو للآداب الأجنبية، مرسيليا.[113]
- 1993- فيرونيا-سيتا دي فيامو بريوي، روما.
- 1995- جائزة ناظم حكمت الدولية للشعر - الفائز الأول[114]
- 1995- جائزة البحر المتوسط، باريس.[115]
- 1995- جائزة الملتقى الثقافي اللبناني في فرنسا.
- 1997- إكليل ذهبي من أمسيات ستروجا الشعرية
- 1997- وسام الفنون والآداب الفرنسي، فرنسا[116]
- 1999- جائزة نونينو للشعر، إيطاليا[117]
- 2001- ميدالية جوته[118]
- 2002-2003- جائزة العويس للإنجازات الثقافية والعلمية[119][120]
- 2003- جائزة أمريكا في الأدب
- 2006- ميدالية مجلس الوزراء الإيطالي. مُنحت له من قبل اللجنة العلمية الدولية لمركز مانزو.
- 2006- جائزة «مركز بيو مانزو».
- 2007 - جائزة بيورنسون[121]
- 2011 - جائزة جوته[122][123] وهو أول عربي ينال الجائزة.[124]
- 2013 - جائزة الظبي التبتيي الذهبية الدولية لعام.[125][126]
- 2013- جائزة Petrarca-Preis[118]
- 2014 - جائزة يانوس بانونياس الدولية للشعر (فائز مشارك)[127]
- 2015 - جائزة كوماراناسان العالمية للشعر[128]
- 2016 - جائزة مؤسسة الامير بيار دو موناكو[129]
- 2016 - جائزة ستيج داغرمان لعام 2016[130]
- 2016 - تُوّج بجائزة السلام إريش ماريا ريمارك.[131]
- 2017 - جائزة بي إي إن/ نابوكوف للإنجاز في الأدب الدولي[107]
- 2021 - وسام الاستحقاق الوطني اللبناني من الدرجة الفضية[132]
- 2024 - جائزة جوان مارغريت العالمية للشعر.[133]

## آراؤه

### في السلفية الوهابية
ألّف أدونيس كتاب الشيخ الإمام محمد بن عبد الوهاب بالاشتراك مع زوجته، ذكر فيه أن الشيخ محمداً كان مفكراً وإماماً نهضوياً كبيراً وامتدح طريقته في مسائل العقيدة كالتوحيد فقال «التوحيد هو الأساس الذي تقوم عليه آراء الإمام محمد بن عبد الوهاب، هو البؤرة التي تنطلق منها، والمدار الذي تتحرّك فيه. لذلك لا بد، كي نفهم النظرة الوهابية إلى الإنسان والعالم، من أن نفهم، بادئ ذي بدء، نظرتها إلى التوحيد، ونعرف، بالتالي، ما يقتضيه، في منظورها، أمّا ما يوجبه التوحيد.. هو أن نعلم أن الله يتفرّد بصفات الكمال المطلق، وأن نعترف بهذا التفرّد، ونُفرده وحده بالعبادة. إنه إذن يتضمن توحيد أسماء الله وصفاته، وتوحيد الربوبية، وتوحيد العبادة: نُثبت ما أثبته الله لنفسه من الأسماء والصفات الواردة في الكتاب والسنة، بمعانيها وأحكامها، لا ننفي ولا نعطّل ولا نحرّف شيئاً منها. وننفي، تبعاً لذلك ما نفاه الله عن نفسه، معتقدين أنه وحده الخالق الرازق المدبّر. هكذا يتم لنا الإيمان بأن التوحيد أصل الأصول، وأساس الأعمال، وبأنه حق الله الواجب على البشر، وبأن المقصود الجوهري من دعوة الرسل كلهم إنما هو الدعوة إلى الله»، ووصف أدونيسُ اجتنابَ الوهابيين للسحر والتمائم والتنجيم بأن سببه هو عقلاني وذلك لأن هذه الأعمال تناقض العقل البشري بقدر ما هي تؤدي إلى تأليه غير الله.

### في الشعر
ناقش أدونيس طبيعة الشعر في العديد من مؤلفاته، وعنده يصبح الشعر غرضًا مميزًا هو تجديد اللغة، أي تغيير معنى الكلمات عن طريق استخدامها في صنع تركيبات جديدة تدعو إلى الدهشة.

## إصدارات

### شِعر
- قصائد أولى، دار الآداب، بيروت، 1988.[136][137]
- أوراق في الريح، دار الآداب، بيروت، 1988.[138]
- أغاني مهيار الدمشقي، دار الآداب، بيروت، 1988.[139][140]
- كتاب التحولات والهجرة في أقاليم النهار والليل، دار الآداب، بيروت، 1988.[141]
- المطابقات والأوائل، دار الآداب، بيروت، 1988.[142]
- المسرح والمرايا، دار الآداب، بيروت، 1988.[143]
- وقت بين الرماد والورد، دار الآداب، بيروت، 1980.[144]
- هذا هو اسمي، دار الآداب، بيروت، 1980.[145]
- منارات، دار المدى، دمشق 1976.[146]
- مفرد بصيغة الجمع، دار الآداب، بيروت، 1988.[147]
- كتاب القصائد الخمس، دار العودة، بيروت، 1979.[148]
- كتاب الحصار، دار الآداب، بيروت، 1985.[149]
- شهوة تتقدّم في خرائط المادة، دار توبقال للنشر، الدار البيضاء، 1988.[150]
- احتفاءً بالأشياء الغامضة الواضحة، دار الآداب، بيروت، 1988.[151]
- أبجدية ثانية، دار توبقال للنشر، الدار البيضاء، 1994.[152]
- مفردات شعر، دار المدى، دمشق 1996.
- الكتاب I، دار الساقي، بيروت، 1995.
- الكتاب II، دار الساقي، بيروت، 1998.
- الكتاب III، دار الساقي، بيروت، 2002.
- فهرس لأعمال الريح، دار النهار، بيروت.[153]
- أول الجسد آخر البحر، دار الساقي، بيروت، 2003.[154]
- تنبّأ أيها الأعمى، دار الساقي، بيروت، 2003.[155]
- تاريخ يتمزّق في جسد امرأة، دار الساقي، بيروت، 2007.[156]
- ورّاق يبيع كتب النجوم، دار الساقي، بيروت، 2008.[157]
- الأعمال الشعرية الكاملة، دار المدى، دمشق، 1996.[158][159]
- أشجار تتكئ على الضوء، بدايات، جبلة، 2010.[160]
- الكتاب الخطاب الحجاب 2009.[161]
- ليس الماء وحده جوابًا عن العطش، مجلة دبي الثقافية، 2008.[162]
- زوكالو، دار الساقي، بيروت، 2015.[163]
- المهد: لي في تراب اليمن عرق ما، صنعاء، 2004.[164]
- سوريا وسادة واحدة للسماء والأرض، دار الساقي، بيروت، 2017.[165]
- سلسلة شعرية تحمل عنوان إشراقات، دار التكوين، دمشق 2024.[166]
- لوحات شعرية بعنوان اللوفر فضاء للأبجدية الآتية، دار سيغر ودار اللوفر،2024.[167]

### دراسات وحوارات
- مقدمة للشعر العربي، دار الفكر، بيروت، 1986.[168]
- خطوة نحو أدونيس: حوار مع الشاعر والمفكر أدونيس، دمشق، 2017.[169]
- زمن الشعر، دار الساقي، بيروت، 2005.[170]
- الثابت والمتحول، بحث في الإبداع والإتباع عند العرب،[171]

1. الأصول،
2. تأصيل الأصول،
3. صدمة الحداثة وسلطة الموروث الديني،[172]
4. صدمة الحداثة وسلطة الموروث الشعري،

دار الساقي، بيروت، 2001.
- فاتحة لنهايات القرن، دار الساقي، بيروت.[173]
- سياسة الشعر، دار الآداب، بيروت 1985.[174]
- الشعرية العربية، دار الآداب، بيروت 1985.[175]
- الكتاب امس المكان الآن 3: مخطوطة تنسب إلى المتنبي يحققها وينشرها أدونيس، دار الساقي، بيروت، 2002.[176][177]
- كلام البدايات، دار الآداب، بيروت 1990.
- الترف نشيدا للمادة، دار الساقي، بيروت.[178]
- الصوفية والسوريالية، دار الساقي، بيروت 1992.[179]
- النص القرآني وآفاق الكتابة، دار الآداب، بيروت 1993.[180]
- النظام والكلام، دار الآداب، بيروت 1993.[181]
- ها أنت أيها الوقت، (سيرة شعرية ثقافية)، دار الآداب، بيروت، 1993.[182]
- موسيقى الحوت الأزرق، دار الآداب، بيروت، 2002.[183]
- المحيط الأسود، دار الساقي، بيروت، 2005.[184]
- رأس اللغة، جسم الصحراء - دار الساقي بيروت 2008.[185]
- محاضرات الإسكندرية، دار التكوين، دمشق 2008.[186]
- كونشيرتو القدس، دار الساقي، بيروت - بلومبرغ - باريس تموز أب 2012.[187]
- غبار المدن بؤس التاريخ، دار الساقي، بيروت، 2015.[188]
- بيروت ثديا للضوء، دار التكوين، دمشق، 2018.[189]
- حوار مع أدونيس: سلسلة حوارية توثيقية على شاشة الميادين، دار الآداب، بيروت، 2019.[190]
- حوار مع أدونيس: الطفولة، الشعر، المنفى، المؤسسة العربية للدراسات والنشر، بيروت، 2000.[191]
- أدونيس مع الوطن: النص الكامل للحوار الذي أجري مع أدونيس في جبلة ١١/٩/٢٠١٠ ونشر في جريدة الوطن السورية.[192]
- الحداثة في المجتمع العربي، بدايات، 2008.[193]

### مختارات
- مختارات من شعر يوسف الخال، دار مجلة شعر بيروت، 1962.
- ديوان الشعر العربي،

1. الكتاب الأول، المكتبة العصرية، بيروت، 1964.
2. الكتاب الثاني، المكتبة العصرية، بيروت، 1964.
3. الكتاب الثالث، المكتبة العصرية، بيروت، 1968.

ديوان الشعر العربي (ثلاثة أجزاء)، طبعة جديدة، دار المدى، دمشق، 1996.
- مختارات من شعر السياب، دار الآداب، بيروت، 1967.[195]
- مختارات من شعر المتنبي، عمان، الأردن، 2008.[196]
- مختارات من شعر شوقي (مع مقدمة)، دار العلم للملايين بيروت، 1982.[197]
- مختارات من شعر الرصافي (مع مقدمة)، دار العلم للملايين بيروت، 1982.
- مختارات من الكواكبي (مع مقدمة)،دار العلم للملايين بيروت، 1982.[198]
- مختارات من محمد عبده (مع مقدمة)، العلم للملايين، بيروت، 1983.[199]
- مختارات من محمد رشيد رضا (مع مقدمة)،دار العلم للملايين، بيروت، 1983.[200]
- مختارات من شعر الزهاوي (مع مقدمة)، دار العلم للملايين، بيروت، 1983.[201]
- مختارات من الإمام محمد بن عبد الوهاب، دار العلم للملايين، بيروت، 1983.[202]

الكتب الستة الأخيرة وضعت بالتعاون مع خالدة سعيد.

### ترجمات
- حكاية فاسكو، وزارة الإعلام، الكويت، 1972.
- السيد بوبل، وزارة الأعلام، الكويت، 1972.
- مهاجر بريسبان، وزارة الإعلام، الكويت، 1973.
- البنفسج، وزارة الإعلام، الكويت، 1973.
- السفر، وزارة الإعلام، الكويت، 1975.
- سهرة الأمثال، وزارة الإعلام، الكويت، 1975.
- مسرح جورج شحادة، طبعة جديدة، بالعربية والفرنسية، دار النهار، بيروت.
- الأعمال الشعرية الكاملة لسان جون بيرس،
- منارات، وزارة الثقافة والإرشاد القومي، دمشق، 1976. طبعة جديدة، دار المدى، دمشق.
- منفى، وقصائد أخرى، وزارة الثقافة والإرشاد القومي، دمشق، 1978.
- «فهرس لأعمال الريح» (2012) دار «كشب» للشعر، تل أبيب، ترجمة إلى العبرية.[203]
- مسرح راسين
- فيدر ومأساة طيبة أو الشقيقان العدوان، وزارة الإعلام، الكويت، 1979.
- الأعمال الشعرية الكاملة لإيف بونفوا، وزارة الثقافة، دمشق، 1986.
- كتاب التحولات، أوفيد، المجمع الثقافي، أبوظبي، 2002.
- الأرض الملتهبة، دومينيك دوفيلبان، دار النهار، 2004.

## روابط خارجية
- أدونيس على موقع الموسوعة البريطانية (الإنجليزية)
- أدونيس على موقع مونزينجر (الألمانية)
- أدونيس على موقع ميوزك برينز (الإنجليزية)